# 開城駅
開城駅（ケソンえき）は、朝鮮民主主義人民共和国開城特別市駅前洞にある、朝鮮民主主義人民共和国鉄道省平釜線の駅である。日本統治時代は日本語読みの「かいじょうえき」（旧仮名遣：かいじやうえき）であった。

## 概要
平釜線の1路線が乗り入れており、主な方面としては平壌・新義州方面の列車があるが、2008年以降定期的な旅客運用がない。
京義線の再連結事業により、当駅から板門を経て韓国鉄道公社の汶山に到る区間が2003年6月14日に全通した。ただし、2007年5月17日に再連結区間の列車試運転が行なわれたものの、今日に至るまで当駅 - 文山間を結ぶ定期列車は運行されていない。

## 駅構造
地平駅。日本統治時代には洋風煉瓦造りの平屋の駅舎（1919年竣工）が建っていたが、朝鮮戦争の際に破壊された。戦後、北朝鮮国鉄がセメントの駅舎を建てたが、京義線の再連結事業を受け、2003年に韓国の太陽政策によって近代的な駅舎が新しく建てられた。

## 駅周辺

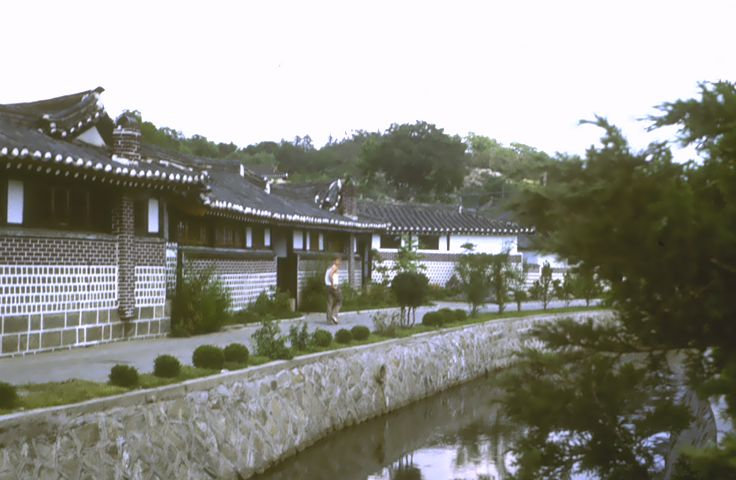
開城旧市街にある民俗旅館

### 北側（駅舎側）
- 開城旧市街と民俗旅館
- 開城南大門（朝鮮語版）
- 子男山の金日成主席銅像
- 王建王陵（英語版）

### 南側（駅裏）
- 南山小学校

## 歴史
- 1906年4月3日：京義線敷設完成[1]。
- 1908年4月1日 - 正式に旅客営業開始[2][3]。
- 1953年：朝鮮戦争休戦による京義線分断のため、北朝鮮側の終着駅となる。
- 2003年6月14日：京義線の再連結事業により、当駅 - 都羅山駅（KORAIL路線）間の線路が再敷設される。
- 2007年5月17日：再連結区間（開城 - 汶山間）で列車の試運転が実施される。

## 隣の駅
朝鮮民主主義人民共和国鉄道省
平釜線
開豊駅 - 開城駅 - 孫河駅